# San Rafael de Onoto (municipalité)
Pour les articles homonymes, voir San Rafael de Onoto, San Rafael et Onoto.
San Rafael de Onoto est l'une des quatorze municipalités de l'État de Portuguesa au Venezuela. Son chef-lieu est San Rafael de Onoto. En 2011, la population s'élève à 17 623 habitants.

## Géographie

### Subdivisions
La municipalité possède deux paroisses civiles et une parroquia capital, traduite ici par « capitale » (en italiques et suivie d'une astérisque) avec, chacune à sa tête, une capitale (entre parenthèses) :
- Capitale San Rafael de Onoto * (San Rafael de Onoto) ;
- Santa Fe (Santa Fe) ;
- Thermo Morles (El Algarrobito).